# Gossweilerodendron
Genre
Synonymes
- Prioria Harms, 1925 (préféré par NCBI)[2]

Gossweilerodendron est un genre de plantes dicotylédones de la famille des Fabaceae, sous-famille des Caesalpinioideae, qui comprend deux espèces acceptées. Ce sont des arbres originaires d'Afrique.

## Description
Ce sont des arbres de grande taille, exploités pour leur bois, commercialisé sous le nom de « tola » ou « agba », utilisé comme bois d'œuvre dans la construction, ou pour la production de pâte à papier.

## Étymologie
Le nom générique, « Gossweilerodendron », est un hommage à John Gossweiler (1873–1952) botaniste suisse, collecteur de plantes en Angola, avec le suffixe grec δένδρον (dendron), « arbre ».

## Liste d'espèces
Selon The Plant List (10 octobre 2018) :
- Gossweilerodendron balsamiferum (Vermoesen) Harms
- Gossweilerodendron joveri Aubrev.